# Marinković
Marinković je srpsko i hrvatsko prezime,
- Dragana Marinković (u. 1982.), hrvatska odbojkaš.
- Gojko Marinković (u. 1949.), hrvatski novinar.
- Ivan Marinković (1905. – 1943.), hrvatski profesor, sudionik Narodnooslobodilačke borbe i narodni heroj Jugoslavije
- Jadran Marinković (u. 1953.), hrvatski radijski voditelj
- Janko Marinković (1923. – 2003.), hrvatski kazališni redatelj, filmski scenarist i prevodilac.
- Jovan Marinković (1913. – 1944.), liječnik, profesor, hrvatski političar
- Ksenija Marinković (u. 1966.), hrvatska kazališna, televizijska i filmska glumica.
- Marko Marinković (u. 1964.), srbijanski redatelj.
- Ranko Marinković (1913. – 2001.), hrvatski književnik i akademik.
- Vojislav Marinković (1876. – 1935.), srpski ekonomist i političar.